# Социјална сигурност
Социјална сигурност, у најширем смислу, значи стварање једнаких могућности појединцима да себи и својој породици могу обезбедити услове живота који ће им пружити шансу да задовоље своје основне и изведене потребе. У институционалном смислу, социјална сигурност је темељ организације социјалне државе са свим установама које такве могућности обезбеђују. Социјална сигурност подразумева и стабилност друштвеног положаја, материјалних и културних услова живота, могућности продукције и репродукције живота, стварање услова за обављање радних и друштвених улога. То укључује и спречавање ризика који воде погоршању или смањењу услова за живот и рад појединаца, породице, друштвених група и организација. Веома широко схваћен појам, нарочито у друштвима која се залажу за комплексну примену људских права. Подразумева обавезу друштва да сваком појединцу обезбеди и гарантује физички интегритет и одговарајуће образовање, стварање услова за запослење и становање, као и правну сигурност у случајевима губитка неке способности, а посебно способности за самостално привређивање.
Међународна организација рада дефинише социјално осигурање као подршку старијима, подршку за издржавање деце, лечење, родитељско одсуствовање и боловање, бенефиције за незапослене и инвалиднину, као и подршку особама са повредама на раду.
У ширем смислу, социјално старање такође може да обухвата напоре да се обезбеди основни ниво благостања кроз бесплатне или субвенционисане социјалне услуге као што су здравствена заштита, образовање, стручна обука и јавно становање. У држави благостања, држава преузима одговорност за здравље, образовање и добробит друштва, пружајући низ социјалних услуга попут оних које су описане.
Прво кодификовано универзално државно благостање установљено је у 7. веку (634. године) у време Рашидунског халифе Омара. Прва држава благостања била је Империјална Немачка (1871–1918), где је Бизмаркова влада увела социјално осигурање 1889. Почетком 20. века, Уједињено Краљевство је увело социјално осигурање око 1913. године и усвојило државу благостања Законом о националном осигурању из 1946. године, за време Етлијеве владе (1945–1951). У земљама западне Европе, Аустралији и Новом Зеланду, социјалну помоћ углавном обезбеђује држава из националних пореских прихода, а у мањој мери невладине организације (НВО) и добротворне организације (социјалне и верске). Право на социјалну сигурност и адекватан животни стандард је потврђено члановима 22 и 25 Универзалне декларације о људским правима.

## Историја
У Римском царству, први цар Август је обезбедио Cura Annonae или житни прилог за грађане који нису могли да приуште да купују храну сваког месеца. Социјално благостање је повећао цар Трајан. Трајанов програм је донео признање многих, укључујући Плинија Млађег. Влада династије Сонг (960. године) подржавала је више програма који би се могли класификовати као социјална помоћ, укључујући оснивање домова за пензионере, јавних клиника и гробља сиромашних. Према економисти Роберту Хенрију Нелсону, „Средњовековна римокатоличка црква је водила далекосежан и свеобухватан систем социјалне заштите за сиромашне...“ Од 14. века па надаље, владе италијанских градова-држава почеле су да сарађују са црквом да се обезбеди благостање и образовање нижим класама. У каснијим протестантским европским нацијама, као што је Република Холандија, добробитним активностима су управљали локални цехови све до укидања система цехова почетком 19. века. У слободним царским градовима Светог римског царства, градске власти у градовима попут Нирнберга могле су да преузму контролу над прикупљањем и дистрибуцијом јавног благостања.
Халифа Омар из 7. века применио је облик зеката, један од пет стубова ислама, као кодификовани универзални порез на социјално осигурање. Традиционално процењена на 2,5% имовине појединца, владина средства за зекат су подељена различитим групама муслимана, укључујући сиромашне људе и оне са великим дуговима. Прикупљање зеката се повећало током Омејадског и Абасидског калифата, иако је систем зеката често био неефикасан и корумпиран; Исламски правници су често упућивали муслимане да директно деле помоћ онима којема је то потребно да би максимизирали њехов утицај.